# Joachim Jung von Jungenfels

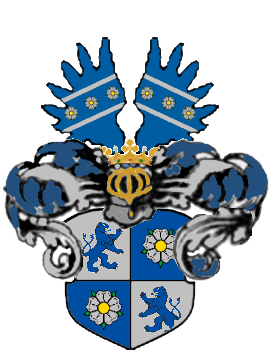
Joachim Jung von Jungenfels’ Wappen

Joachim Jung von Jungenfels, geboren als Joachim Jung (* 10. Februar 1580 in Reichenberg; † 1640 in Zittau) war Reichenberger Burggraf und Stadthauptmann. Er wurde von Wallenstein, dessen Kammerrat er war, geadelt und von Kaiser Ferdinand im Adel bestätigt. Jungenfels’ Kinder verheirateten sich zahlreich mit Zittauer Bürgermeistern bzw. Stadtbediensteten.
In Reichenberg gründete Jungenfels ein neues Stadtviertel „hinter“ bzw. eigentlich vor der Antoniuskirche, dessen Zentrum heute als Sokolovplatz bezeichnet wird.

## Leben
Joachim wurde im Frühjahr 1580 in Reichenberg in Böhmen geboren. Sein Vater war der Reichenberger Patrizier Jonas Jung. Mit 19 Jahren trat Joachim in „herrschaftliche Dienste“ und heiratete wohl um diese Zeit Marie Giebinger (* 1588), die aber vor 1608 verstarb. Also heiratete er in diesem Jahr Jonas Ullmanns Tochter Anna. Sie übernahm am 8. Oktober 1628 eine der fünf Patenschaften für David Ullrichs (Friedländer und Reichenberger Burggraf und Bürgermeister) Sohn Hans Georg.
1615 wurde er „neuangewiesener Amtmann in Neundorf“ und „verordneter Burggraf der Herrschaft Reichenberg“. Im Januar 1625 zum „Herrschaftshauptmann von Reichenberg“ berufen. Er siedelte nun in das „fürstliche Amtshaus“ in der Schlossgasse (heute: Cafe Post).
Jungenfels wurde Zeit seines Stadthauptmannsamtes als „eifriger Protestant“ beschrieben, der bezüglich der „gegen die Protestanten erlassenen kaiserlichen Verordnungen und Befehle“ außerordentlich tolerant vorging, woraufhin sich in der Folge die „Widersetzlichkeit gegen den Katholizismus“ verstärkte.
Am 1. Januar 1628 verlieh ihm Herzog Wallenstein wegen seiner „bewährten Amtsführung“ ein Wappen, das Jung „mit Bestürzung und erfreulichem Gemüt“ dankend entgegennahm. „Angeblich“ folgte sein Adelsdiplom mit dem Namenszusatz „von Jungenfels“ am 22. Februar. Kaiser Ferdinand bestätigte es jedenfalls am 10. Mai.

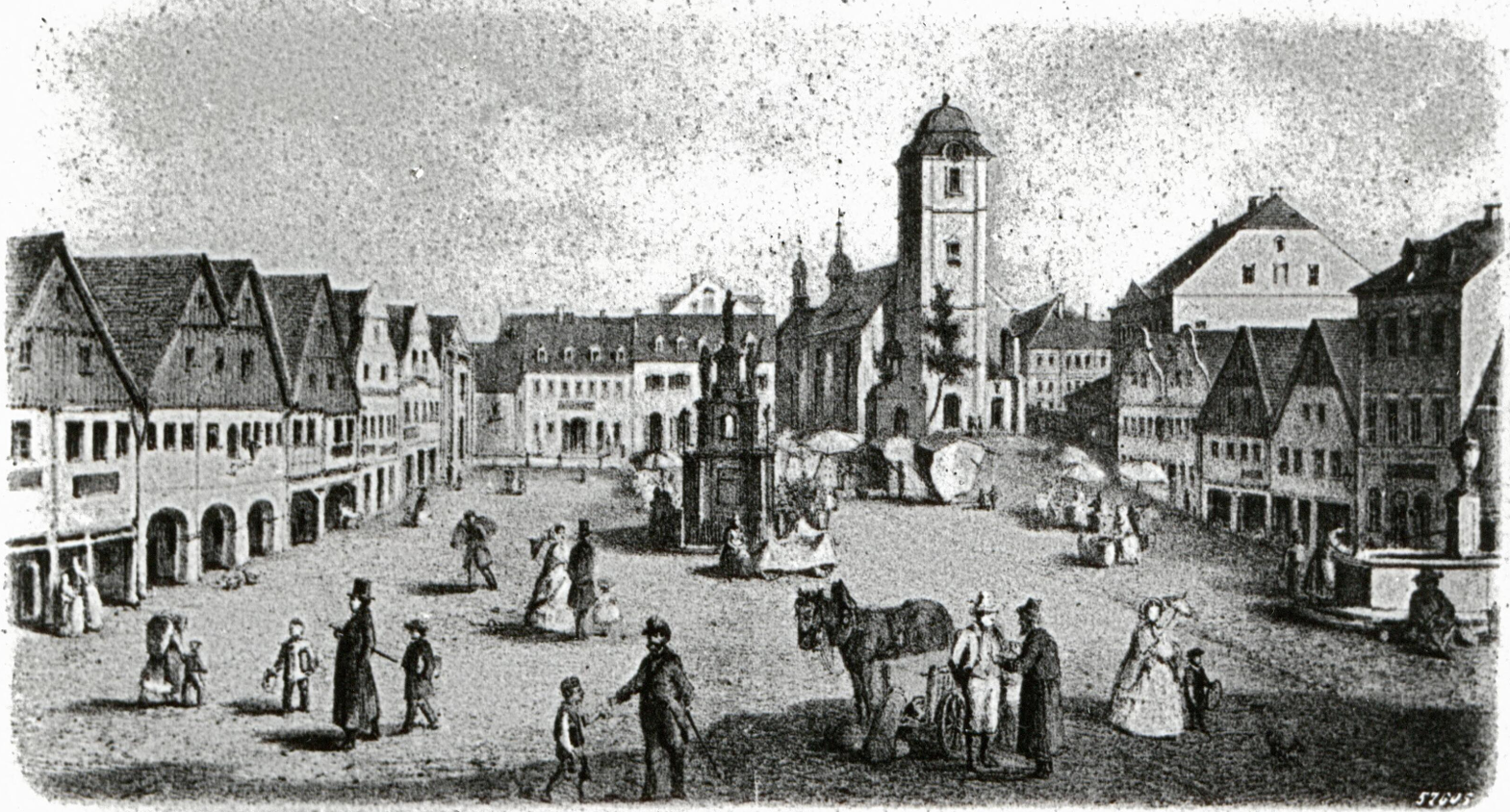
Sokolovplatz in Reichenberg im Jahr 1861

In den Jahren 1631 und 1632 wurde in Reichenberg auf Jungenfels’ Wirken und wiederum auf Befehl vom 31. Dezember 1630 ein neues Stadtviertel geschaffen. Es bestand aus „21 Giebelhäuser[n] um den heutigen Neustädter Platz“, der wiederum seit 1898 Bismarck-Platz, dann Masarykplatz und nun Sokolovplatz heißt.
Jungenfels war Wallensteins Kammerrat und in dieser Zeit wohnhaft in Gitschin, dem damaligen Standort der fürstlichen Kammer. 1632 führte ein Kraft seines Amtes ein Projekt zur Viehzucht im Gebirge „‚an der Plättnitz‘ (Blattnei)“. Nach Wallensteins Ermordung im Frühjahr 1634 kehrte Jungenfels nach Reichenberg zurück. Eine kaiserliche Kommission sollte diese Stadt aber besetzen und hatte vor, Jungenfels gefangen zu nehmen und nach Wien zu überführen. Von diesem Plan aber erfuhr er von einem Diener und flüchtete nach Zittau. In Zittau besaß er seit 1630 einen Brauhof und auch sein Schwiegervater Ullmann war nach einer Mordbeteiligung an einem katholischen Pfarrer Ende des Jahres 1631 nach Zittau entflohen.
Jungenfels starb im Jahr 1640 in Zittau.

## Nachkommen
Seine Tochter Anna (* 5. Dezember 1609) heiratete am 4. Oktober 1628 den Reichenberger Handelsmann Methusalem Ehrlich. Diese Nachricht fehlt in einer zweiten Darstellung.
Eleonora (auch Eleonore; * 28. August 1618; † 9. Dezember 1664), Jungenfels’ Tochter wohl aus zweiter Ehe, heiratete am 10. Oktober 1634 den gleichfalls späteren Zittauer Bürgermeister Christian Möller.
Ihre Schwester Anne Marie (auch Anna Maria; 19. Juli 1616; † 4. September 1675) heiratete am 11. Mai 1635 den späteren Zittauer Bürgermeister Philipp Stoll(e).
Katharina (* 7. September 1620; † 14. August 1692), die jüngste Schwester aus dieser Ehe, heiratete am 29. Juni 1643 in Löbau den späteren Pastor Primarius und Schulinspektor Jodocus Willich († 11. Oktober 1693).
Anna Rosina (* 31. Januar 1629; † 4. Januar 1679), Jungenfels’ Tochter wahrscheinlich aus dritter Ehe, heiratete am 17. Oktober 1661 den Zittauer Senator Gottfried Rodoch.
Anna Elisabeth (* 7. April 1632; † 4. Januar 1679) war seit 17. Oktober 1661 mit dem Zittauer Bürger Gottfried Wolff verehelicht.
Jungenfels’ Sohn Joachim (* 12. Oktober 1612) starb noch im ersten Jahr. Sein Halbbruder Gottfried (* 1. Februar 1638; † 19. September 1670) studierte zehn Jahre an verschiedenen Stätten und wurde 1655 in Leipzig Dr. juris. Er war verheiratet mit Anna Dorothea (* 1646; † 31. März 1675), einer Tochter des Chordirektors Andreas Hammerschmidt. Ihrer Ehe entstammten zwei Töchter. Nach Gottfrieds Tod wurden seine ehemaligen Güter vom Kurfürsten an Friedrich Adolph von Haugwitz verliehen.

## Wappen

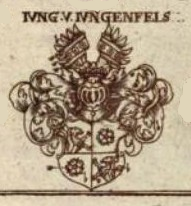
Wappen in Siebmachers Wappenbuch, Teil IV

Jungenfels’ verliehenes Wappen ist geviert: In 1 und 4 auf silber ein einwärts gekehrter (je nach Quelle) ein- oder zweischwänziger blauer Löwe, in 2 und 3 auf blau (je nach Quelle) eine funfblättrige silberne Rose oder eine vierblättrige silberne Blume. Kleinod: Offener blauer Flug, wobei die Flügel jeweils mit zwei silbernen Schrägbalken und in deren Zwischenraum jeweils mit drei silbernen funfblättrigen Rosen belegt sind. Decken: blau-silbern.